# La scienza in cucina e l'arte di mangiar bene
La scienza in cucina e l'arte di mangiar bene, a volte chiamato semplicemente L'Artusi, è un manuale di cucina dello scrittore e gastronomo italiano Pellegrino Artusi, pubblicato per la prima volta nel 1891. Scritto con sapienza e ironia, si tratta di uno dei ricettari di maggior successo di sempre, rappresentando un capolavoro ed un manifesto della cucina italiana e del servire a tavola.
L'opera conta 111 edizioni, con oltre un milione di copie vendute. Il libro è stato periodicamente aggiornato per volere dell'autore stesso, prendendo la sua forma definitiva solo dopo la sua scomparsa (1911): da quell'anno il contenuto di tutte le versioni disponibili ad oggi è rimasto identico.
Ne sono state pubblicate traduzioni, complete o parziali, in inglese, olandese, portoghese, spagnolo, tedesco, francese, polacco e russo.

## Storia editoriale

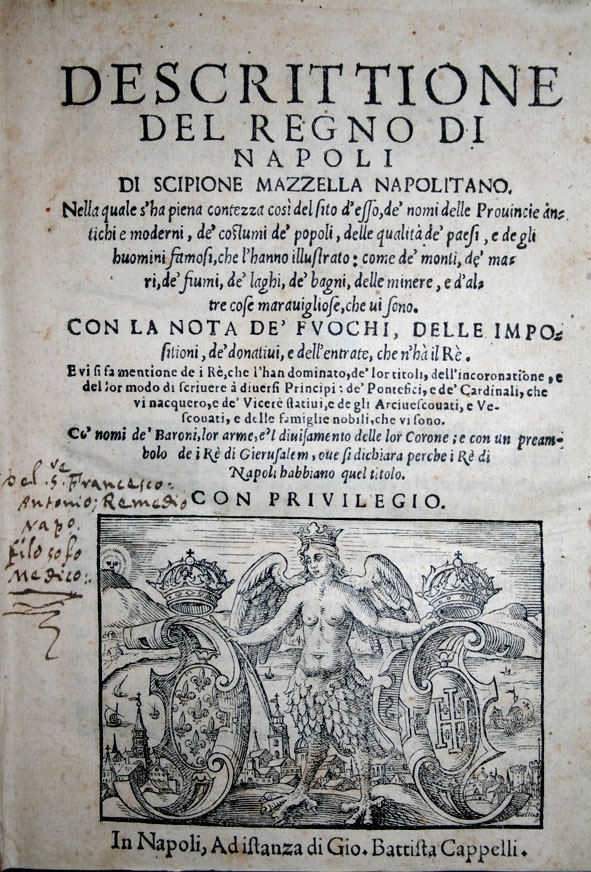
Frontespizio della 14ª edizione (1910) de La scienza in cucina e l'arte di mangiar bene

Artusi pagò di tasca propria la pubblicazione del libro, non avendo trovato nessun editore disposto a finanziarlo. Rifiutarono di pubblicare il volume: Barbera, Treves e Hoepli in successione. L'autore, obtorto collo, finì per scegliere l'autoedizione. Il testo fu stampato nel 1891 presso la tipografia "L'Arte della Stampa" di Salvadore Landi (uno dei tipografi preferiti dall'editore milanese Hoepli).
Le difficoltà di distribuzione, senza un editore a supporto, furono inizialmente enormi, in quanto chi voleva acquistare l'opera doveva farsene spedire una copia per posta, rivolgendosi direttamente all'autore oppure allo stampatore Landi; entrambe queste indicazioni erano riportate sulla copertina del libro, con tanto di indirizzi.
Sulla qualità dell'opera gli specialisti furono divisi; per esempio il professor Francesco Trevisan, del liceo Scipione Maffei di Verona, invitato ad una degustazione, ebbe a dire: «Questo è un libro che avrà poco esito». Paolo Mantegazza, illustre antropologo di Monza molto stimato da Artusi, disse invece all'autore: «Nel darci questo libro voi avete fatto un'opera buona, e per questo io vi auguro cento edizioni!».
Fu il pubblico a decretare il successo del libro. La scienza in cucina e l'arte di mangiar bene ebbe un successo crescente: alle mille copie della prima tiratura, ne seguirono altrettante nel 1895; diventarono il doppio nel 1897, il triplo nel 1899 e così via fino alle seimila della 14ª edizione nel 1910. L'opera raggiunse una grandissima popolarità, tanto da continuare a riscuotere un eccellente successo commerciale dopo più di un secolo.
Artusi curò ed aggiornò di continuo personalmente le prime quindici edizioni, dal 1891 al 1911 (anno in cui il gastronomo morì, all'età di 90 anni), susseguitesi con grande rapidità. In questo lasso di tempo le ricette, che spaziano dagli antipasti (principii) fino ai dolci, aumentarono dalle 475 originarie alle 790 presenti in quella che diventò l'edizione definitiva.
Alla sua morte nel 1911, Artusi cedette i diritti d'autore dell'opera ai suoi due cuochi personali, Marietta Sabatini e Francesco Ruffilli, che riuscirono ad utilizzarli per vivere di rendita anche dopo lo scadere degli stessi, nel 1961.
Non poterono però fruire dei diritti d'autore perché la normativa dell'epoca era diversa da quella attuale. La legge n. 2337/1865, infatti, prevedeva che l'autore di un'«opera dell'ingegno» era tenuto a presentare alla locale Prefettura tre esemplari dell'opera pubblicata, assieme ad una dichiarazione in cui esprimeva la volontà di riservarsi tali diritti in quanto autore o editore (art. 20); il tutto entro sei mesi dall'anno del finito di stampare (art. 25). Nulla di tutto questo aveva fatto Pellegrino Artusi che, quindi, non poté fare nulla quando, nel 1908, apparve un'edizione non autorizzata della sua opera, stampata dall'editore fiorentino Salani. Altri editori lo imitarono: Barion nel 1926 e, poco dopo, Bietti.

## Le ricette
Le ricette, in gran parte raccolte da Artusi durante i suoi viaggi in Italia, sono prevalentemente preparazioni di carattere casalingo (coerentemente con il sottotitolo Manuale pratico per le famiglie), descritte talora con piccoli commenti personali; l'opera può essere considerata un manuale "scientificamente testato", in quanto le ricette, prima di essere messe per iscritto e pubblicate, vennero tutte preparate e provate personalmente dall'autore e dai due cuochi al suo servizio.
Particolarmente interessante è la divisione degli argomenti, per ordine di portata:
- Brodi, Gelatina e Sughi
- Minestre in brodo
- Minestre asciutte e di magro
- Principii: crostini e sandwiches
- Salse calde e fredde
- Uova e frittate diverse
- Paste e pastelle da friggere
- Ripieni di carne e verdura
- Fritti di pasta, carne e verdura
- Piatto di lesso
- Tramessi o intermezzi
- Umidi, stracotti e stufati
- Piatti freddi e pasticci
- Erbaggi, funghi e legumi
- Piatti di pesce di mare e di acqua dolce
- Arrosti di carne e di cacciagione
- Pasticceria: dolci, torte e biscotti
- Torte e dolci al cucchiaio
- Siroppo di lampone, ribes, amarena
- Conserve dolci di frutta
- Liquori, rosoli, elisir
- Gelati di frutta e spumoni
- Cose diverse: caffè, tè, cioccolata

## Fortuna letteraria dell'Artusi

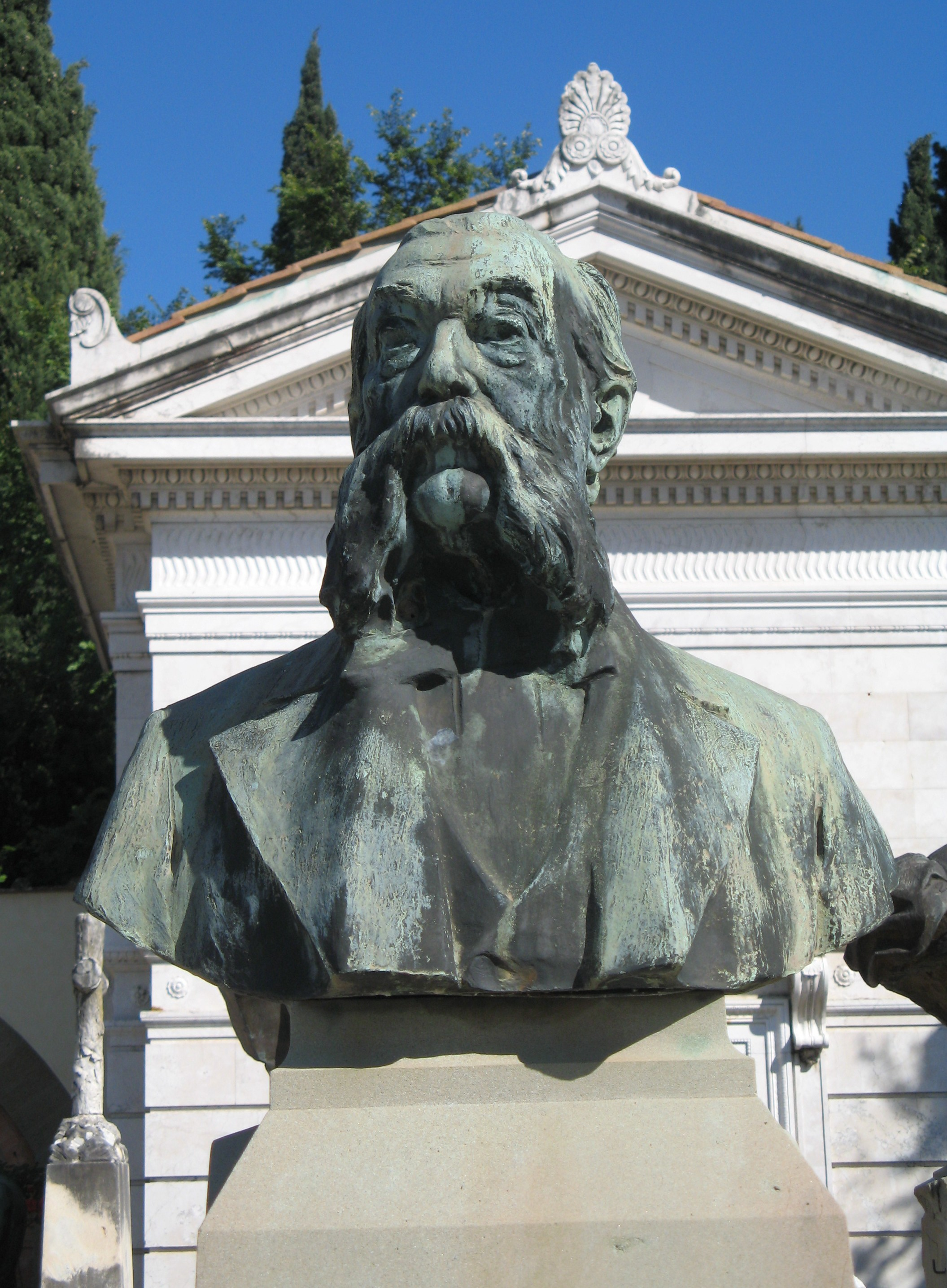
Statua a Pellegrino Artusi

Pellegrino Artusi fu amico del poeta Olindo Guerrini (noto anche con il nom de plume di Lorenzo Stecchetti), il quale, oltre a lodare per comodità e facilità di linguaggio il manuale artusiano, si ispirò ad esso per comporre, nel 1918, un proprio libro di cucina, dal titolo L'arte di utilizzare gli avanzi della mensa, che però rappresenta più un manualetto autarchico postbellico che un vero e proprio ricettario nel senso artusiano.
Il testo viene citato anche nella corrispondenza tra due grandi protagonisti del mondo intellettuale italiano del Novecento, i filosofi Benedetto Croce e Giovanni Gentile.
L'opera, scritta tre decenni dopo l'unificazione dell'Italia, fu la prima a descrivere in un unico volume piatti provenienti da tutte le aree geografiche del Paese, motivo per cui le viene attribuito il merito di aver posto le basi per la formazione della cucina nazionale italiana.
Il testo ricadde nel pubblico dominio nel 1961, cinquant'anni dopo la morte dell'autore; da allora ne furono approntate diverse edizioni, alcune delle quali anche lussuose. Fu proprio nel 1961 che la pro loco del comune di Forlimpopoli, località natale del gastronomo, realizzò un volume allegato all'edizione commemorativa dell'opera, nel quale vennero raccolti ricordi e aneddoti sull'autore, a formare una specie di "autobiografia".
Nel 1968 l'editore Mursia pubblicò un testo dal titolo Nuovo Artusi, edizione "ridotta e aggiornata" del manuale artusiano. La curatrice Irene Bosco compì ampi tagli al testo, eliminando buona parte degli aneddoti, delle citazioni poetiche e delle riflessioni personali inserite nelle ricette dall'autore ed eliminando nove ricette ritenute "obsolete": le olive in salamoia, le frittelle di tondone, il pasticcio di lepre, il pavone, i cardoni in gratella, il tè, il caffè, la cioccolata e la crescente. Fu una delle edizioni meno fortunate del manuale.
Nel 1978 il Reader's Digest pubblicò una ricerca da cui risultava che a pubblicare e diffondere il manuale dell'Artusi erano otto editori, cioè Capitol, Einaudi, Garzanti, Malipiero, Marzocco, Mursia, Newton Compton e Salani, per un totale di 1 286 000 copie totali vendute, senza contare la produzione di due editori "minori", cioè Barion e Bietti.
Di fatto si può parlare della Scienza in cucina non solo come una pietra miliare della tradizione gastronomica italiana, ma anche come un'opera inserita a pieno titolo nel canone della letteratura italiana tout court; ciò è dovuto in gran parte all'edizione di maggior successo del manuale, quella pubblicata da Einaudi nel 1970 e curata da Piero Camporesi, ricostruita con rigore filologico e con una ricca introduzione critica di oltre 70 pagine, nella quale Camporesi, anch'egli romagnolo come Artusi e a sua volta esperto di gastronomia, dimostra l'importanza del testo artusiano ben al di là della manualistica culinaria, un testo che più di tanti altri ha cementato l'unità d'Italia non solo a tavola, ma anche sotto il profilo linguistico e letterario: «La Scienza in cucina ha fatto per l'unificazione nazionale più di quanto non siano riusciti a fare i Promessi sposi». I «gustemi» artusiani, sostiene Camporesi, «sono riusciti a creare un codice di identificazione nazionale là dove fallirono gli stilemi e i fonemi manzoniani».

## Edizioni straniere
In lingua inglese
- Italian Cook Book, adopted from the Italian of Pellegrino Artusi by Olga Ragusa, New York, S. F. Vanni, 1944.
- Italianissimo: italian cooking at its best, translated by Elisabeth Abbott, New York, Liveright, 1975, ISBN 0-87140-596-2.
- The art of eating well, translated from the italian by Kyle M. Phillips 3rd, New York, Random House, 1996, ISBN 0-679-43056-3.
- Science in the kitchen and the art of eating well, translated by Murtha Baca and Stephen Sartarelli, introduction by Lorenza de'Medici, New York, Marsilio, c1997, ISBN 1-56886-039-0.
- Science in the kitchen and the art of eating well, foreword by Michele Scicolone, introduction by Luigi Ballerini, translated by Murtha Baca and Stephen Sartarelli, Toronto, University of Toronto, 2003, ISBN 0-8020-8657-8.
- Exciting food for southern types, Londra, Penguin Books, 2011, ISBN 978-0-241-95110-1.

In lingua tedesca
- Der große Artusi : die klassische italienische Küche, Monaco di Baviera, Mary Hahn, 1982, ISBN 3-87287-339-3.
- Von der Wissenschaft des Kochens und der Kunst des Genießens, mit Illustrationen von Steppen Butz, Monaco di Baviera, Mary Hahn, 1998, ISBN 3-87287-443-8.

In lingua olandese
- De wetenschap in de keuken en de kunst om goed te eten, vertaling Pietha de Voogd, Mieke Geuzebroek, Amsterdam, Scepter, 1996, ISBN 90-72653-04-1.

In lingua francese
- La science en cuisine et l'art de bien manger : un extrait du manuel pratique pour la famille mise en œuvre, traduction en français par Deborah Mariniello et Édouard Béchoux, Firenze, Il cenacolo degli Sparecchiatori, 2002.
- La Science en cuisine et l'art de bien manger, préfacé par Alberto Capatti, traduit de l'italien par Lise Chapuis et Marguerite Pozzoli, Arles, Actes Sud Cuisine, 2016, ISBN 978-2-330-06658-1

In lingua portoghese
- A ciência na cozinha e a arte de comer bem, tradução de Anabela Cristina Costa da Silva Ferreira, Itu (Brazil), Associação emiliano-romagnola bandeirante, 2009, ISBN 978-85-62919-00-8.

In lingua spagnola
- La ciencia en la cocina y el arte de comer bien: manual practico para las familias (790 recetas) y en apéndice: la cocina para los estomagos delicados / Pellegrino Artusi; coordinación editorial: Maria Cristina Turchi, Loris Romagnoli; traductores: Maurizio Fabbri [et al.]; introducción de Maurizio Fabbri – collana editoriale Un mar de sueños: Arci solidarietà cesenate, Ministero Beni e attività culturali, Ministero Affari Esteri, Regione Emilia-Romagna, Martorano di Cesena, 2004.
- La ciencia en la cocina y el arte de comer bien: el primero recetario de cocina italiana de la historia (790 recetas), prólogo de Juan Mari Arzak, traducción de Juana Barría, Barcellona, Alba, 2010, ISBN 978-84-8428-589-2.

In lingua russa
- Наука о питании и искусство приготовления вкусной еды, Mosca, ИТА Каза эдитриче, 2011, ISBN 978-5-9903149-1-7.

In lingua polacca
- Włoska sztuka dobrego gotowania (L'arte italiana del buon cucinare) Pellegrino Artusi; tradotto da Tessa Capponi-Borawska (traduttrice, italianista e giornalista); 15-11-2017, 512 pagg.[6][7]